# Nevogilde (Porto)
Nevogilde é uma antiga freguesia portuguesa do concelho do Porto que, pela Lei n.º 11-A/2013 de 28 de janeiro, foi integrada na União das Freguesias de Aldoar, Foz do Douro e Nevogilde.

## Património
- Igreja de São Miguel de Nevogilde

## População
| População da freguesia de Nevogilde | População da freguesia de Nevogilde | População da freguesia de Nevogilde | População da freguesia de Nevogilde | População da freguesia de Nevogilde | População da freguesia de Nevogilde | População da freguesia de Nevogilde | População da freguesia de Nevogilde | População da freguesia de Nevogilde | População da freguesia de Nevogilde | População da freguesia de Nevogilde | População da freguesia de Nevogilde | População da freguesia de Nevogilde | População da freguesia de Nevogilde | População da freguesia de Nevogilde |
| ----------------------------------- | ----------------------------------- | ----------------------------------- | ----------------------------------- | ----------------------------------- | ----------------------------------- | ----------------------------------- | ----------------------------------- | ----------------------------------- | ----------------------------------- | ----------------------------------- | ----------------------------------- | ----------------------------------- | ----------------------------------- | ----------------------------------- |
| 1864                                | 1878                                | 1890                                | 1900                                | 1911                                | 1920                                | 1930                                | 1940                                | 1950                                | 1960                                | 1970                                | 1981                                | 1991                                | 2001                                | 2011                                |
| 182                                 | 301                                 | 690                                 | 1 149                               | 1 575                               | 1 887                               | 2 485                               | 2 419                               | 4 229                               | 5 290                               | 4 288                               | 5 674                               | 5 756                               | 5 257                               | 5 018                               |

Nos censos de 1864 a 1890 pertencia ao concelho de Bouças (actualmente Matosinhos). Pelo decreto nº 40.526, de 08/02/1956, foram-lhe fixados os actuais limites.
| Distribuição da População por Grupos Etários | Distribuição da População por Grupos Etários | Distribuição da População por Grupos Etários | Distribuição da População por Grupos Etários | Distribuição da População por Grupos Etários | Distribuição da População por Grupos Etários | Distribuição da População por Grupos Etários | Distribuição da População por Grupos Etários | Distribuição da População por Grupos Etários | Distribuição da População por Grupos Etários |
| -------------------------------------------- | -------------------------------------------- | -------------------------------------------- | -------------------------------------------- | -------------------------------------------- | -------------------------------------------- | -------------------------------------------- | -------------------------------------------- | -------------------------------------------- | -------------------------------------------- |
| Ano                                          | 0-14 Anos                                    | 15-24 Anos                                   | 25-64 Anos                                   | > 65 Anos                                    |                                              | 0-14 Anos                                    | 15-24 Anos                                   | 25-64 Anos                                   | > 65 Anos                                    |
| 2001                                         | 818                                          | 725                                          | 2 857                                        | 857                                          |                                              | 15,6%                                        | 13,8%                                        | 54,3%                                        | 16,3%                                        |
| 2011                                         | 779                                          | 543                                          | 2 650                                        | 1 046                                        |                                              | 15,5%                                        | 10,8%                                        | 52,8%                                        | 20,8%                                        |

Média do País no censo de 2001:  0/14 Anos-16,0%; 15/24 Anos-14,3%; 25/64 Anos-53,4%; 65 e mais Anos-16,4%

## Arruamentos
A antiga freguesia de Nevogilde contém 49 arruamentos. São eles:
| - 1.ª Rua Particular do Castelo do Queijo - 2.ª Rua Particular do Castelo do Queijo - Avenida da Boavista¹ ² ³ 4 - Avenida de Montevideu - Avenida de Nun'Álvares Pereira - Avenida do Brasil (Porto)5 - Esplanada do Molhe - Estrada da Circunvalação¹ 4 6 7 - Largo de Nevogilde¹ - Praça da Cidade do Salvador - Praça de Goa - Praça de Gonçalves Zarco - Praceta do Mestre de Avis - Rua D. Maria Borges5 - Rua da Cidade de N'Dola - Rua da Escola | - Rua da Índia - Rua de Afonso Baldaia5 - Rua de Aljubarrota - Rua de Bulhão Pato¹ - Rua de Cabo Verde - Rua de Côrte Real - Rua de Fez¹ ³ - Rua de Gondarém5 - Rua de Júlio Dantas¹ - Rua de Malaca - Rua de Mestre Afonso Domingues¹ - Rua de Nevogilde - Rua de Pêro da Covilhã - Rua de Pêro de Alenquer - Rua de Rui Barbosa5 - Rua de Sá de Albergaria | - Rua de Timor - Rua do Alfageme de Santarém - Rua do Crasto¹ - Rua do Dr. Jacinto Nunes - Rua do Dr. Ramalho Fontes - Rua do Funchal - Rua do Grão Magriço - Rua do Infante Santo¹ - Rua do Marechal Saldanha5 - Rua do Molhe - Rua do Padrão - Rua do Ribeirinho5 - Travessa da Igreja de Nevogilde - Travessa de Nevogilde¹ - Via do Castelo do Queijo |

1Partilhada com a freguesia de Aldoar.
²Partilhada com as freguesias da Cedofeita e Massarelos.
³Partilhada com a freguesia de Lordelo do Ouro.
4Partilhada com a freguesia da Ramalde.
5Partilhada com a freguesia de Foz do Douro.
6Partilhada com a freguesia da Campanhã.
7Partilhada com a freguesia de Paranhos.